# Carta de Smith

Representación de una carta de Smith

La carta de Smith es un tipo de nomograma, usado en ingeniería eléctrica e ingeniería de telecomunicaciones, que muestra cómo varía la impedancia compleja de una línea de transmisión a lo largo de su longitud. Se usa frecuentemente para simplificar la adaptación de la impedancia de una línea de transmisión con su carga.

## Definición
La carta de Smith es un diagrama polar especial que contiene círculos de resistencia constante, círculos de reactancia constante, círculos de relación de onda estacionaria constante y curvas radiales que representan los lugares geométricos de desfase en una línea de valor constante; se utiliza en la resolución de problemas de guías de ondas y líneas de transmisión.

## Origen

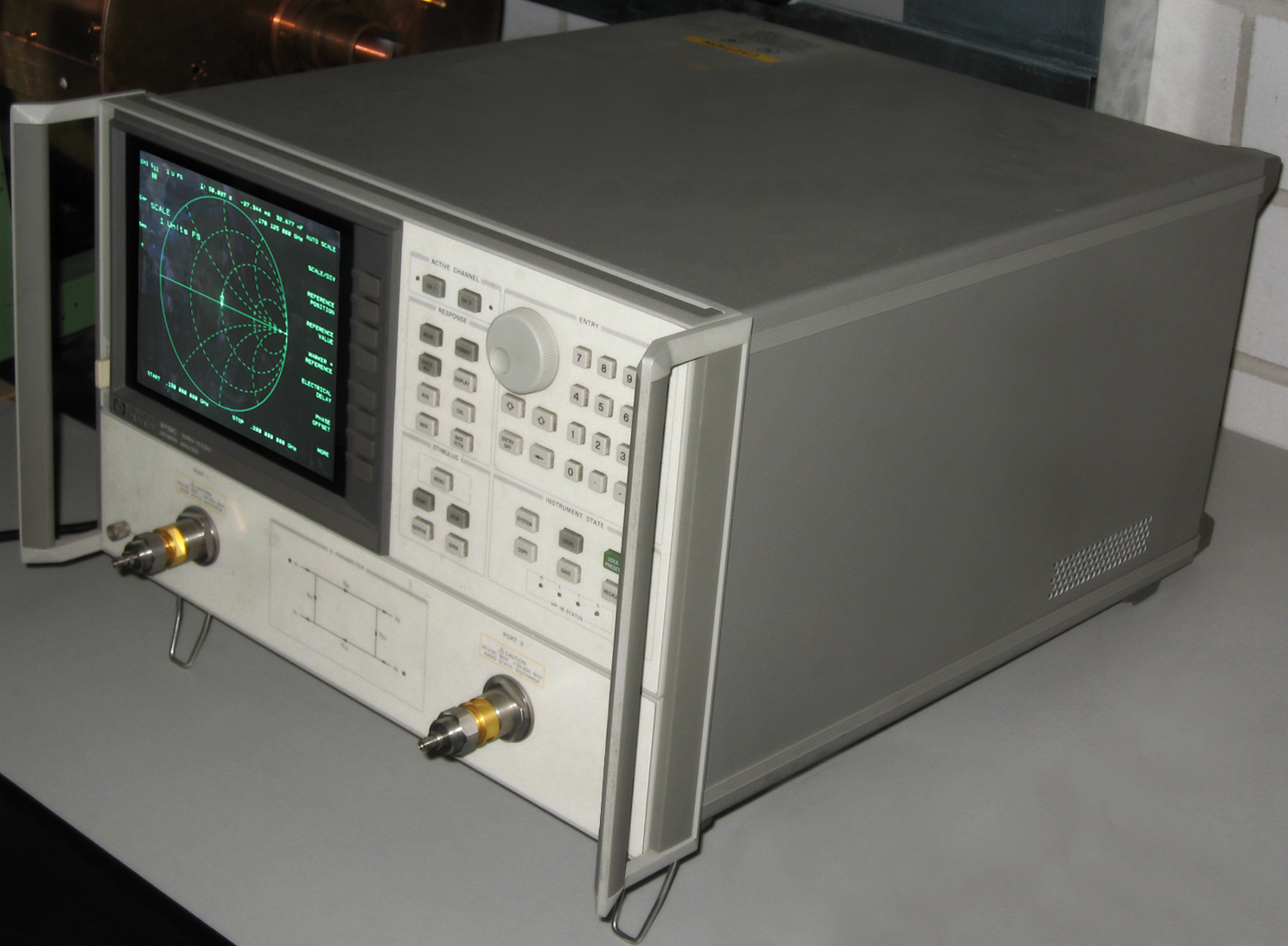
Presentación de resultados en un analizador de redes

Fue inventada por Phillip Smith en 1939 mientras trabajaba para Bell Telephone Laboratories, aunque el ingeniero japonés Kurakawa inventó un dispositivo similar un año antes. El motivo que tenía Smith para hacer este diagrama era representar gráficamente las relaciones matemáticas que se podían obtener con una regla de cálculo.
La carta de Smith fue desarrollada en los Laboratorios Bell. Debido a los problemas que tenía para calcular la adaptación de las antenas a causa de su gran tamaño, Smith decidió crear una carta para simplificar el trabajo. De la ecuación de Fleming, y en un esfuerzo por simplificar la solución del problema de la línea de transmisión, desarrolló su primera solución gráfica en la forma de un diagrama rectangular.
Phillip persistió en su trabajo y el diagrama fue desarrollado gradualmente con una serie de pasos. La primera carta rectangular fue limitada por la gama de datos que podría acomodar. En 1936 desarrolló un nuevo diagrama que eliminó la mayoría de las dificultades. La nueva carta era una forma coordinada polar especial en la cual todos los valores de los componentes de la impedancia podrían ser acomodados.
Las curvas del cociente constante de la onda de la situación, de la atenuación constante y del coeficiente de reflexión constante eran todos los círculos coaxiales con el centro del diagrama. Las escalas para estos valores no eran lineales, pero eran satisfactorias. Con el tiempo la gente que trabaja en este ámbito propuso las cartas para solucionar problemas de las líneas de transmisión.

## Usos de la carta de Smith
La carta de Smith es una herramienta gráfica usada para relacionar un coeficiente de reflexión complejo con una impedancia compleja. Se puede utilizar para una variedad de propósitos, incluyendo la determinación de la impedancia, la adaptación de la impedancia, la optimización del ruido, la estabilidad y otros. La carta de Smith es una ingeniosa técnica gráfica que virtualmente evita todas las operaciones con números complejos. Por ejemplo, se puede determinar la impedancia de entrada a una línea de transmisión dando su longitud eléctrica y su impedancia de carga.
El resultado importante es el hecho de que el coeficiente de reflexión de tensión y la impedancia de entrada a la línea normalizada en el mismo punto de la línea, están relacionados por la carta de Smith. En la parte exterior de la carta hay varias escalas. En la parte exterior de la carta está una escala llamada «ángulo del coeficiente de reflexión en grados», a partir de esta se puede obtener directamente el valor del argumento del coeficiente de reflexión.
Un par de escalas de suma importancia son las que relacionan la longitud de la línea de transmisión desde el inicio con el coeficiente de reflexión. Una de estas dos escalas está en el lado izquierdo de la carta de Smith y corre en el sentido de las manecillas del reloj, esta se denomina wavelengths toward generator (longitudes de onda hacia el generador), lo cual indica que si se utiliza esta escala se estará avanzando hacia el generador, hacia la entrada de la línea. La otra escala corre en sentido contrario de las manecillas del reloj y se denomina wavelenghts toward load (longitudes de onda hacia la carga); esto indica que, si se utiliza esta escala, se estará avanzando hacia la carga o final de la línea.
En el fondo de la carta hay un conjunto de varias escalas, una de las cuales se denomina Reflection coeff. Vol (Coeficiente de reflexión del voltaje). Si se mide la longitud del vector, trazado siempre desde el origen, se puede utilizar esta escala para conocer la magnitud del coeficiente de reflexión del voltaje.

## Precisión de la carta
La escala angular en el borde tiene divisiones de 1/500 de una longitud de onda (0,72 grados) y la escala del coeficiente de reflexión se puede leer a una precisión de 0,02, con lo que se demuestra que es absolutamente suficiente para la mayoría de los propósitos. Por ejemplo, si la longitud de onda en cable coaxial en 1 GHz es 20 centímetros, la carta de Smith localiza la posición a lo largo del cable a 20/500 centímetros o 0,4 milímetros y resulta claro a cualquier persona que ha manejado el cable en el 1GHz que no puede ser cortado a esta precisión. 
NOTA: La carta es periódica con la longitud eléctrica, de periodicidad circular {\displaystyle {\frac {\lambda }{2}}}.

## Ventajas principales
Esta carta es una representación gráfica directa, en el plano complejo, del coeficiente de reflexión complejo. Es una superficie de Riemann, en que el coeficiente de reflexión es cíclico, repitiéndose cada media longitud de onda a lo largo de la línea. El número de medias longitudes de onda se puede representar por un valor de reactancia. Puede ser utilizado como calculadora de la impedancia o de la admitancia, simplemente dando la vuelta 180 grados (simetría con el origen). 
El interior del círculo unidad representa el caso de reflexión de un circuito pasivo (en el origen no hay reflexión y en el borde, ρ=1, la reflexión es completa), por lo que es la región de interés más habitual. El movimiento a lo largo de la línea de transmisión sin pérdidas da lugar a un cambio del ángulo, y no del módulo o del radio de gamma. Así, los diagramas se pueden hacer fácil y rápidamente.
Muchas de las características más avanzadas de los circuitos de microondas se pueden representar sobre la carta de Smith como círculos, por ejemplo, las regiones de la figura de ruido y de estabilidad de los amplificadores. El "punto en el infinito" representa el límite del aumento muy grande de la reflexión y, por lo tanto, nunca necesita ser considerado para los circuitos prácticos. Una proyección simple del lugar geométrico de la impedancia (o admitancia) en el diagrama sobre el eje real da una lectura directa del coeficiente de onda estacionaria (ROE o VSWR) a través de la escala inferior correspondiente.

## Carta Esférica de Smith
Para formar la carta esférica de Smith, es necesario envolver con el dominio entero de impedancias la superficie de una esfera.
El origen (x,y,z) queda en (-1,0,0). Donde los ejes x e y se hacían infinito positivo y negativo coinciden en el punto (1,0,0). El hemisferio z>0 contiene impedancias con parte real positiva; el hemisferio z<0 contiene términos de resistencia negativa. El hemisferio y>0 contiene las impedancias inductivas; el hemisferio y<0 contiene las impedancias capacitivas.
Se pueden reprensentar líneas de resistencia y reactancia constantes, formando una serie de círculos entrecruzados que empiezan y terminan en el punto (1,0,0). Representando estas líneas para otros valores de resistencia y reactancia daría lugar a una carta de Smith similar a la carta en 2D.

## Carta de Smith en 3D
La nueva carta de Smith (3D), propuesta en 2011, está basada en un plano complejo ampliado, con la esfera de Riemann y con una geometría inversiva. La carta unifica el diseño del circuito pasivo y activo en los círculos pequeños y grandes, con una superficie de unidad de esfera, mediante una asignación conforme generalizada y estereográfica sobre el coeficiente de reflexión del plano .Teniendo en cuenta el punto infinito, el espacio del nuevo plan incluye todas las cargas posibles. El polo norte es el punto perfecto de coincidencia, mientras que el polo sur es el punto de desequilibrio perfecto.

## Conclusión
Como conclusión, se puede decir que la carta de Smith es una relación gráfica entre la impedancia de entrada normalizada y el coeficiente de reflexión del voltaje en el mismo punto de la línea, y que utilizando la carta se evitan los laboriosos cálculos con números complejos para conocer la impedancia de entrada a la línea o el coeficiente de reflexión, por lo que son de mucha utilidad en el acoplamiento de las líneas de transmisión y en el cálculo del inverso de un número complejo.
Hoy en día, cuando los métodos numéricos de cálculo son de uso común, la carta de Smith ha pasado de ser un método de cálculo a representar gráfica e intuitivamente la curva de impedancia de los dispositivos en función de la frecuencia. De un vistazo se puede apreciar la cercanía al origen de dicha curva. Tanto los programas de simulación como los instrumentos de medida pueden presentar los resultados en la carta de Smith.